# Communauté de communes de la Risle-Charentonne
La communauté de communes de la Risle-Charentonne est une ancienne communauté de communes française, située dans le département de l'Eure et la région Normandie. En 2014, elle a fusionné avec la Communauté de communes Intercom du pays beaumontais pour donner naissance à la Communauté de communes Intercom Risle et Charentonne.

## Historique
La communauté, dont le siège social est à Serquigny, a été créée en 1995.

## Composition
La communauté de communes groupe les 5 communes suivantes :
| Nom               | Code Insee | Gentilé       | Superficie (km2) | Population (dernière pop. légale) | Densité (hab./km2) |
| ----------------- | ---------- | ------------- | ---------------- | --------------------------------- | ------------------ |
| Serquigny (siège) | 27622      | Serquignaçais | 11,40            | 2 018 (2014)                      | 177                |
| Carsix            | 27131      | Carsixiens    | 6,57             | 261 (2014)                        | 40                 |
| Fontaine-l'Abbé   | 27251      | Fontenois     | 13,23            | 538 (2014)                        | 41                 |
| Launay            | 27364      | Launayens     | 2,26             | 209 (2014)                        | 92                 |
| Nassandres        | 27425      | Nassandrais   | 4,92             | 1 349 (2014)                      | 274                |